# 美國太空軍標誌
美國太空軍標誌（英語：Seal of the United States Space Force）是美國太空軍的官方標誌，美國太空部隊是美軍的太空部門。該標誌於2020年1月15日獲得批准。

美國太空軍標誌

## 象徵
- 深藍色和白色相結合，代表了外部空間的巨大凹處。

- 三角翼喚起了美國空軍太空界最早的歷史紐帶，並象徵著變革和創新。 它還代表支持國防戰略和國家安全太空戰略的所有航天器變體。 三角洲內的深灰色陰影體現了太空部隊的24/7操作，而三角洲的位置和向上方向則揭示了太空部隊在保衛太空領域中的核心作用。

- 地球代表著美國太空軍的地面所在地及其對聯合作戰人員的支持。

- 繞地球的橢圓軌道表示對來自太空域的所有對手和威脅的防禦和保護。 它還代表著正在進行的機構間合作和聯盟夥伴關係。

- 白色的北極星象徵著安全的指南燈，並暗示著現在和將來在太空中不斷存在和保持警惕。

- 兩星團代表美國太空部隊開發，維護和運營的太空資產。

- 三顆較大的星星象徵著太空部隊的組織，訓練和裝備功能[1]。